# Youssef Abdelke
 (mars 2014).
Si vous disposez d'ouvrages ou d'articles de référence ou si vous connaissez des sites web de qualité traitant du thème abordé ici, merci de compléter l'article en donnant les références utiles à sa vérifiabilité et en les liant à la section « Notes et références ».
Youssef Abdelké est un peintre, graveur et militant politique syrien né à Kameshli (Syrie) en 1951.

## Biographie
Youssef Abdelké est né à Kameshli dans le nord-est de la Syrie en 1951. Il étudie la gravure à la faculté des Beaux-Arts de Damas en 1976. À la fin des années 1970, il passe près de deux années en prison pour son engagement dans le Parti d’Action Communiste en Syrie sous le régime de Hafez el-Assad. Après sa libération, il quitte la Syrie et s'installe à Paris en 1981. Diplômé de l'École nationale supérieure des beaux-arts de Paris en 1986, il obtient un doctorat en Arts Plastiques à l'Université Paris VIII en 1989. De 1981 à 2005, il se réfugie à Paris où il continue à travailler.
En 2005, il a l'autorisation de retourner dans son pays natal après vingt-cinq ans d'exil forcé et d'interdiction de rentrer en Syrie. Il a toujours porté[non neutre] ses critiques envers le régime de Bachar el-Assad et son engagement communiste. En allant à Damas, il souhaite continuer à développer son art. Il s'installe dans la vieille ville de Damas, où il accueille dans son atelier tous les curieux de ses œuvres. Une grande exposition pour la liberté, qui a eu un impact régional important[réf. nécessaire], est organisée à l'occasion de son retour. En 2010, son passeport syrien lui est retiré par les autorités syriennes lui interdisant ainsi de quitter la Syrie, même pour rejoindre sa femme, la cinéaste syrienne Hala Alabdalla, et sa fille, qui sont restées à Paris.
Le 18 juillet 2013, il est arrêté à un barrage des services de sécurité politique syriens aux abords de Tartous, ville côtière du Nord de la Syrie, à la suite de la signature d'une pétition rédigée par plusieurs intellectuels syriens, où était précisé son attachement « aux principes au nom desquels la révolution a débuté en mars 2011 et à un système démocratique et pluraliste ».  Deux autres dirigeants du parti d'action communiste, Toufic Omrane et Adnane al-Debes, ont également été arrêtés. Youssef Abdelké est libéré le 22 août 2013 sur décision d'un juge. Son arrestation avait déclenché une campagne internationale : création d'une page Facebook, pétition, appui du grand quotidien Al-Akhbar. Après avoir passé la moitié de sa vie en prison ou en exil forcé, il est enfin autorisé à se déplacer librement en Syrie et à l'étranger.

## Son point de vue sur le conflit syrien
Youssef Abdelké a une très haute idée de la politique qui doit, selon lui, uniquement s'appuyer sur une réflexion et une analyse objective de la situation. Il pense que l'engagement politique doit être dépourvu de tout discours dominé par la haine, la vendetta, les sentiments ou de bas instincts. La question de la liberté est pour lui primordiale et dépasse toutes les oppositions politiques. Il a toujours été partisan de l'auto-détermination du peuple syrien et pour un État laïc, non confessionnel et non ethnique.
Chrétien syrien et responsable au sein du parti de l'action communiste (interdit en Syrie), il est membre du comité de coordination pour le changement national et démocratique (CCCND), opposition syrienne de l'intérieur qui rejette la militarisation de la révolution contre Bachar el-Assad et l'intervention des armées étrangères.
Selon lui, il y a globalement deux oppositions en Syrie. L'une est située à l'extérieur du pays : elle est partisane d'une intervention militaire étrangère en pensant qu'elle lui sera favorable plus tard dans la prise du pouvoir. L'autre est située à l'intérieur du pays : elle appuie un changement fait pour et par les Syriens. Elle redoute une intervention étrangère qui, selon elle, occuperait le pays et procéderait au dépeçage du territoire en « comtés » confessionnels, une démarche soutenue par les États-Unis.
Youssef Abdelké critique aussi la dispersion des forces d'opposition qui est accentuée par les financements extérieurs. Selon lui, aucun opposant n'a l'envergure  pour porter et soutenir l'intérêt collectif du peuple syrien et ses souffrances. Ces opposants sont motivés par des raisons idéologiques et politiques si différentes qu'ils sont capables de se battre entre eux. Certains d'entre eux sont davantage préoccupés par des intérêts extérieurs que ceux du peuple syrien.
Il dénonce le choix des armes comme solution au conflit syrien. Le seul bilan armé est le coût humain et matériel entraînant toujours plus de violence et accentuant le confessionnalisme. L'utilisation des armes détourne la révolution syrienne de ses réels objectifs (liberté, dignité, démocratie, justice, établissement d'un gouvernement de société civile) et des aspirations du peuple. Actuellement, l'opposition armée est selon lui, opaque quant à ses intentions et à son lien trouble avec les financements étrangers et ne peut incarner la défense du peuple syrien. Le résultat est que cette opposition ne bénéficie d'aucun soutien populaire en Syrie. La révolution ne peut être menée sans l'incarnation d'une opposition qui affiche un statut moral à celui du régime qu'elle combat car elle n'a pas l'appui du peuple. Elle ne peut être aussi réussie si elle ne détient pas des objectifs stratégiques et n'affiche pas une tactique pour les atteindre.
Le conflit syrien a aussi entraîné de vives divergences entre les intellectuels syriens. Youssef Abdelké dénonce le fait que le soutien populaire au régime de Bachar el-Assad a été sous-estimé. Comme il le précise, le régime ne se résume pas seulement à un gouvernement, à une armée, aux services de renseignements et aux armes de défense. L'opposition a failli en ne cherchant pas à conquérir cette population favorable au régime. De plus, ce conflit syrien a favorisé l'émergence de nouvelles personnalités médiatiques qui ont accédé à des positions importantes sans légitimité et acquis une visibilité jouant le rôle uniquement de porte-parole de financements extérieurs.
Pour lui, la solution de ce conflit passe par un accord au niveau international qui se traduira au niveau local. Chaque force internationale a un lien avec un allié local et aucune n'accepte un affaiblissement sur le terrain de son partenaire déployant ainsi le maximum de moyens pour rééquilibrer les positions de force à son avantage. Si aucun accord ne se fait, la violence et la destruction continueront à faire des ravages et conduiront à la partition du pays. Quelle qu'en soit l'issue, il n'y aura ni vainqueur ni vaincu, car toutes les parties sont perdantes.

## Œuvres
Ses œuvres sont exposées au British Museum (quatre au total), au Kuwait Museum, au Musée de Amman, au MATHAF de Doha, à la Shoman Foundation et à l’Institut du monde arabe (vingt-six œuvres, dont vingt-quatre de la Donation Claude & France Lemand au Musée de l’IMA en 2018). Il participe à de nombreuses expositions temporaires sur le plan international. Claude Lemand a qualifié Youssef Abdelke comme l’un des meilleurs artistes expressionnistes du Monde arabe. Il est représenté en France par la galerie Claude Lemand, qui lui a consacré plusieurs expositions de groupe en galerie et dans les foires et quatre expositions personnelles depuis 2001 : « Pastels et Fusains » (1989-2002) en 2002, « Fusains récents » en 2010, « Grands fusains récents » à la foire Art Paris 2014 (Grand Palais, 26-30 mars), « Nus » en 2017 avec la publication d’un important catalogue et une étude d’Emmanuel Dayde « Les Nus contre les Morts en Syrie », Éditions Claude Lemand.
Youssef Abdelké a grandi dans une famille très engagée politiquement. Depuis le début de sa carrière artistique, ses œuvres reflètent ses intérêts politiques.[réf. nécessaire] Ainsi, dès son projet de fin d’études, son œuvre « Septembre noir » (1976) témoigne des débuts d'un artiste très engagé.[réf. nécessaire]
Sa série de gravures et collages « Personnages », créée au début des années 1990, représente d’une manière satirique la vie politique dans le monde arabe.[réf. nécessaire]
Youssef Abdelké s'est d'abord attaché à représenter des figures humaines avec des têtes masquées au milieu de la nuit où rodaient la mort et des monstres. Ces acteurs en quête d'auteur faisaient écho à la pièce de théâtre de Pirandello, Six personnages en quête d'auteur.
Progressivement, les hommes ont disparu au profit de la faune et de la flore. Sans hyperréalisme ou réalisme, il crée une présence si tangible qu'on croit les atteindre avec les yeux. À chaque trait de dessin, il réussit à réinventer la nature avec précision et lenteur. Grand observateur des phénomènes naturels, il est un graveur scrupuleux, méthodique et créateur d'images poétiques.[Interprétation personnelle ?]
Alain Jouffroy, écrivain et poète, a analysé[Où ?][Quand ?] particulièrement le pouvoir de fascination exercé par les tableaux représentant les natures mortes : « L’acuité de sa vision est telle qu’on se réveille comme d’un rêve en les regardant. Comme si on n’avait jamais vraiment vu, vu en profondeur et en relief, ce qu’est un simple poisson. Abdelké entre dans le crâne, ou dans le poisson, ou dans un soulier de femme, comme Michaux[Qui ?] « entrait » dans une pomme. ... Tel est son pouvoir de fascination : tout est voué à mourir et à disparaître, mais tout peut être sauvé, comme d’un déluge. Chaque phénomène vivant est un miracle matériel, un trésor et une énigme.  Il ne s’agit pas d’art, mais de la métamorphose de la mort en existence vivante. Le poisson d’Abdelké n’est pas un poisson : c’est une flèche, un rayonnement, une respiration, un appel chuchoté à la vie ».[réf. nécessaire]
Pendant une dizaine d'années, avec ces dessins au charbon sur feuille, il s'attachait à dessiner la symbolique de la mort. Depuis le début de la révolution en mars 2011, les peintures d’Abdelké, comme « Martyr de Deraa » et « La mère du martyr », témoignent de la tragédie que traverse le peuple syrien. Désormais, son approche artistique est différente : il souhaite représenter les gens du quartier, les voisins en montrant que ce sont bien eux les martyrs, les victimes et les morts.
Après avoir été libéré en 2013, peindre sur ce qui se passait en Syrie était indispensable[réf. nécessaire]. La galerie Tanit à Beyrouth accueille les œuvres de Youssef Abdelké, créées entre le début de la révolte en mars 2011 et jusqu’en 2013 reproduisant des portraits d'hommes, de femmes et des natures mortes. Comme le précise le peintre[Où ?][Quand ?], il s'agit de capter la souffrance humaine et son cortège de douleurs entraînées par les nombreux morts, des douleurs qui ne se justifient pas et qui ne trouvent aucune limite[réf. nécessaire]. Les regards des personnages, pleins de dignité, en disent long sur les souffrances intimes.[Interprétation personnelle ?] La série des « mères de martyrs » sont les tableaux les plus poignants.[Interprétation personnelle ?] Il insiste sur le fait que la mort d'un humain à cause d'un slogan pro ou anti- régime Assad est insupportable : comme il le précise, « tout  peut être réparé sauf la mort ».
Ces tableaux nous mettent face à notre propre impuissance comme être humain face à une violence subie, non assumée. Dans un style sobre en noir et blanc, ces  tableaux au fusain ne représentent pas des actions, encore moins des actes violents : ce sont souvent des éléments statiques qui sont tracés et ce calme apparent cache une violence contenue. Il s'agit de célébrer la mémoire du courage du peuple syrien.[Interprétation personnelle ?]
Youssef Abdelké est un artiste avec de multiples talents[non neutre] : graveur et peintre, il a été aussi caricaturiste et il a illustré plus d'une trentaine de livres jeunesse et rédigé plusieurs textes sur l'histoire de la caricature en Syrie.